# Gynoplistia (Xenolimnophila) flindersi
Gynoplistia (Xenolimnophila) flindersi is een tweevleugelige uit de familie steltmuggen (Limoniidae). De soort komt voor in het Australaziatisch gebied.